# سیارک ۶۸۸۱
سیارک ۶۸۸۱ (به انگلیسی: 6881 Shifutsu، نامگذاری:1994UP) شش هزار و هشتصد و هشتاد و یکمین سیارک کشف شده‌است که در ۳۱ اکتبر ۱۹۹۴ کشف شد.